# Hyperbius
Hyperbius is een geslacht van wantsen uit de familie van de Acanthosomatidae (Kielwantsen). Het geslacht werd voor het eerst wetenschappelijk beschreven door Carl Stål in 1867.

## Soorten
Het genus bevat de volgende soorten:

- Hyperbius geniculatus (Signoret, 1864)
- Hyperbius joceliae Carpintero & Biase, 2021